# アメリカ陸軍参謀本部上級准尉
アメリカ陸軍参謀本部上級准尉 （アメリカりくぐんさんぼうほんぶじょうきゅうじゅんい、英語: Army Staff Senior Warrant Officer（ARSTAF SWO））は、アメリカ陸軍参謀総長に准士官の訓練と能力開発に関する主要な専門知識を提供し、准士官の訓練、教育、人材活用の適切なバランスを維持することを任務としている。更にアメリカ陸軍参謀本部上級准尉は、アメリカ陸軍の全ての指揮官及び准士官と連絡を取り合い、准士官の将来に影響を与える決定において、准士官の懸念や勧告が考慮されるように行動する。
この役職は、陸軍参謀総長のレイモンド・オディエルノ大将によって2014年3月14日に設置され、デビッド・ウィリアムズ上級准尉5（5等准尉）が初代のアメリカ陸軍参謀本部上級准尉に就任した。アメリカ陸軍参謀本部上級准尉は、アメリカ軍を構成する6つの軍種の中で、唯一、准士官が軍指導部に参加できる役職となっており、現在までに陸軍のみの導入に留まっている。

## 歴代のアメリカ陸軍参謀本部上級准尉
| #  | 写真 | 氏名                                                   | 期間                  |
| -- | ---- | ------------------------------------------------------ | --------------------- |
| 1. |      | デビッド・ウィリアムズ上級准尉5（5等准尉）             | 2014年3月 - 2016年7月 |
| 2. |      | ビリー・フリッツ上級准尉5（5等准尉）                   | 2017年2月 - 2020年4月 |
| 3. |      | ヨロンドリア・ディクソン・カーター上級准尉5（5等准尉） | 2020年4月 - 現職      |